# Novafilm Fernsehproduktion
Die Novafilm Fernsehproduktion war eine von Otto Meissner im Jahr 1967 gegründete deutsche Filmproduktionsfirma mit Sitz in der Landeshauptstadt Berlin. Sie zeichnete sich für die Produktion von Fernsehserien wie Alle Hunde lieben Theobald, Die Koblanks, Liebling Kreuzberg, Abenteuer Airport, Wie gut, daß es Maria gibt, Unser Lehrer Doktor Specht, Ein Bayer auf Rügen, Für alle Fälle Stefanie, Mona M. – Mit den Waffen einer Frau, Der letzte Zeuge, Am liebsten Marlene, Im Visier der Zielfahnder, Der Staatsanwalt und Letzte Spur Berlin sowie für Spielfilme für Kino und Fernsehen verantwortlich. 2020 erfolgte die Fusionierung von H&V und Novafilm in die Odeon Fiction.

## Produktionen (Auswahl)

### Fernsehserien
- 1969–1970: Alle Hunde lieben Theobald (ZDF, 12 Folgen)
- 1979: Die Koblanks (SFB, 13 Folgen)
- 1986–1998: Liebling Kreuzberg (SFB, NDR und WDR)
- 1987–1990: Wartesaal zum kleinen Glück (ZDF, 37 Folgen)
- 1990: Abenteuer Airport (Das Erste, 13 Folgen)
- 1990: Wie gut, daß es Maria gibt (Das Erste, 27 Folgen)
- 1992–1999: Unser Lehrer Doktor Specht (ZDF, 70 Folgen)
- 1993–1997: Ein Bayer auf Rügen (Sat.1, 79 Folgen)
- 1995–2004: Für alle Fälle Stefanie (Sat.1, 328 Folgen)
- 1996: Mona M. – Mit den Waffen einer Frau (Sat.1, 14 Folgen)
- 1998–2007: Der letzte Zeuge (ZDF, 73 Folgen)
- 1998–1999: Am liebsten Marlene (ZDF, 21 Folgen)
- 2002: Im Visier der Zielfahnder (Sat.1, 12 Folgen)
- 2005–2020: Der Staatsanwalt (ZDF, 119 Folgen)
- 2010–2019: Lotta (ZDF, 8 Folgen)
- 2012–2024: Letzte Spur Berlin (ZDF, 150 Folgen)

### Spielfilme
- 1993: Kein perfekter Mann (ZDF)
- 2002: Unser Papa, das Genie (Das Erste)
- 2004: Ein Gauner Gottes (Das Erste)
- 2014: Ohne Dich (Das Erste)
- 2015: Besuch für Emma (Das Erste)